# Luis Prado García
Luis Prado García (ur. 4 marca 1914 w San Martín de Laspra, zm. 4 września 1937 w Gijón) – hiszpański męczennik, ofiara wojny domowej w Hiszpanii w latach 1936-39, błogosławiony Kościoła katolickiego.

## Życiorys
Urodził się jako dziesiąte z trzynastu dzieci w rolniczej i robotniczej rodzinie. Mimo iż jego rodzina była biedna udało mu się w 1930 roku wstąpić do niższego seminarium duchownego w Valdediós. Po jego ukończeniu dzięki pewnemu bogatemu mężczyźnie, który postanowił opłacać jego studia wstąpił do wyższego seminarium duchownego w Oviedo. Gdy wybuchła wojny domowa w Hiszpanii znajdował się w domu rodzinnym. Ukrywał się w La Carriona koło Avilés. Odnaleziono go tam i wsadzono do więzienia. Luis został zamordowany 4 września 1937 w Gijón, wystrzelono do niego 11 strzałów. 7 listopada 2018 papież Franciszek podpisał dekret o jego męczeństwie. Beatyfikacja jego i innych 8 kleryków–męczenników z Oviedo odbyła się 9 marca 2019.